# Dicranomyia (Dicranomyia) onerosa
Dicranomyia (Dicranomyia) onerosa is een tweevleugelige uit de familie steltmuggen (Limoniidae). De soort komt voor in het Neotropisch gebied.